# Пошук предметів

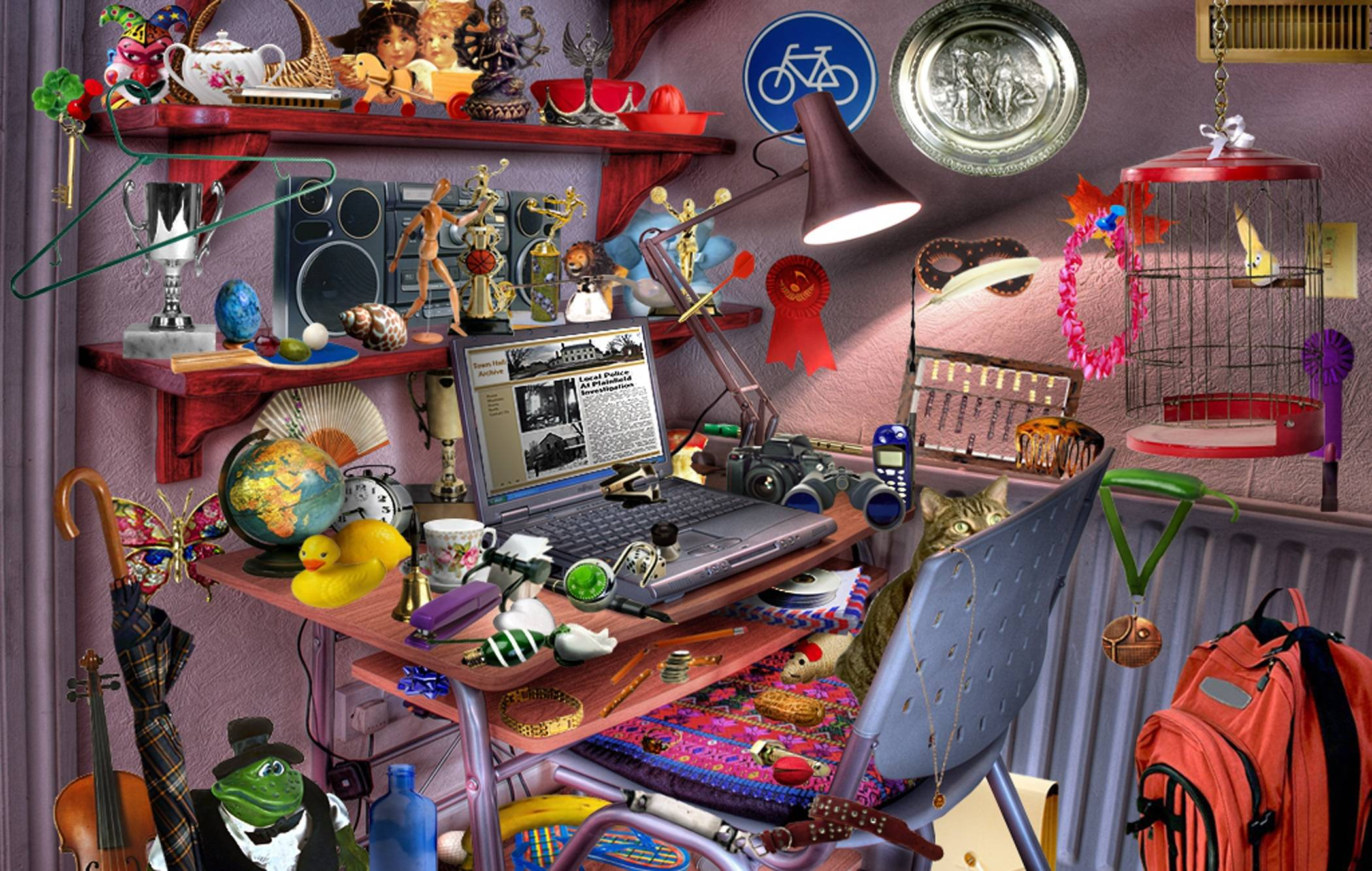
Приблизне зображення гри у жанрі «пошук предметів»

Пошук предметів, також відомий як «Я шукаю» або Пригодницька головоломка з пошуку об'єктів (ПГПО) (з англ. hidden object puzzle adventure (HOPA)) — це жанр відеоігор-головоломок, у яких гравець повинен знайти об'єкти зі списку, які знаходяться на зображенні у купі інших. Пошук предметів є популярним напрямком у казуальних іграх. Обмежені в часі пробні версії цих ігор, зазвичай доступні для завантаження, хоча багато з них можна безоплатно завантажити у крамницях застосунків. Популярними є теми детективні кримінальні історії, пригоди, готичні романи та містичні таємниці.

## Визначення
В іграх цього жанру гравець блукає з одного місця в інше, щоб знайти об'єкти, які дозволяють гравцеві досягти кінця гри. Гравець додає предмети до свого інвентарю. Головоломка з пошуком предметів, зазвичай, надає більше предметів або підказок, які допоможуть гравцеві досягнути кінця гри.
Відеоігри жанру пошук предметів можуть мати:
- Відважних, авантюрних героїв
- Персонажів, яких потрібно від чогось рятувати та тих, що мають стосунки з головним героєм
- Фентезійну тематику з персонажами, які володіють надприродними дарами та теми романтичних жахів
- Візуальні зображення, намальованого від руки 2D-мистецтва, які можна відтворювати навіть на персональних комп'ютерах з низькими технічними характеристиками.

## Історія
Відеоігри жанру пошук предметів виникли у друкованих виданнях, таких як книги I Spy або звичайні статті у Highlights for Children, в яких читачеві давали список об'єктів, які можна знайти, прихованих у захаращеній ілюстрації чи фотографії. Ранньою грою з прихованими предметами була Mother Goose: Hidden Pictures, випущена для консолі CD-i у 1991 році. Іншими ранніми іграми такого типу є адаптації книг I Spy під формат відеоігор, які видавалися Scholastic Corporation з 1997 року
Гра Mystery Case Files: Huntsville, випущена Big Fish Games у 2005 році прийшла на підйомі казуальних ігор у середині 2000-х років. Mystery Case Files: Huntsville встановила багато принципів як гри, так і її розповіді, які відтоді будуть переважати в іграх цього жанру.
В інді-іграх з'являються нові погляди на жанр «пошук предметів», які змінили підхід, який використовують розробники. Наприклад, Hidden Folks вважається більш пошуковою грою, у якій потрібно знайти одного персонажа серед сотень на екрані, схожих один на одного. Ця ідея вже була використана у книгах Where's Wally.

## Популярність
Mystery Case Files: Huntsville зірвав попередні продажі казуальних ігор, а третя частина серії Mystery Case Files: Ravenhearst стала третьою найбільш продаваною грою на персональних комп'ютерах протягом періоду продажів наприкінці 2007 року. Це спонукало ігрові компанії витрачати кошти на подібні відеоігри, які зосереджуються на головоломках з невеликою анімацією.
Ігри такого жанру приваблюють гравців, які були шанувальниками таких ігор, як Myst, а демографічні показники гравців схиляються до жінок старше 55 років. У 2021 році серед гравців Big Fish Games 85 % становили жінки, 76 % з яких були старіше за 55 років.